# Diodora sarasuae
Diodora sarasuae is een slakkensoort uit de familie van de Fissurellidae. De wetenschappelijke naam van de soort is voor het eerst geldig gepubliceerd in 1984 door Espinosa.